# Orquestra Simfònica de Jerusalem
L'Orquestra Simfònica de Jerusalem de l'Autoritat de Radiodifusió d'Israel (en hebreu: התזמורת הסימפונית ירושלים רשות השידור) (ha-Tizmoret ha-Simfonit Yerushalayim Rashut ha-Shidur) és la més important orquestra d'Israel. Des de la dècada de 1980, la OSJ ha actuat en la sala de concerts Henry Crown Symphony Hall, part del complex del Teatre de Jerusalem.

## Història
L'orquestra té els seus orígens en l'orquestra de la ràdio nacional, fundada en la dècada de 1940 com a Orquestra Kol Israel. Va adquirir la seva forma actual (i nom) després d'expandir-se en la dècada de 1970. Des de la seva fundació, l'orquestra s'ha enorgullit de tenir un ampli repertori, l'orquestra no tan sols interpreta obres mestres del cànon de la música clàssica, sinó que també promou el treball dels més recents compositors d'Israel i l'estranger.

## Directors musicals
La Simfònica de Jerusalem va tenir els següents directors musicals::
- Mendi Rodan (1963–72) Arxivat 2007-09-27 a Wayback Machine.
- Lukas Foss (1972–76)[Enllaç no actiu]
- Gary Bertini (1978–87)
- Lawrence Foster (1988–92)
- David Shallon (1992–2000)
- Frédéric Chaslin (1999–2002),
- Leon Botstein (2003-2010)
- Frédéric Chaslin després 2010